# Headshot (canción)
«Headshot» es una canción del cantante puertorriqueño Anuel AA, publicada el 19 de septiembre de 2024.

## Antecedentes
Se dio a entender que Anuel AA estaba a punto de lanzar un nuevo sencillo llamado "Headshot" por un vídeo en el que hablaba de su nueva dentadura o también llamados "grills" y de fondo se escuchaba una canción inédita del artista.
Días después, Anuel AA comunicó que todo el mundo estuviera atento a su perfil de Instagram y, al día siguiente mediante una publicación anunció que ese mismo jueves saldría el tan esperado sencillo junto a su videoclip.

## Vídeo musical
El video de "Headshot" fue lanzado el 19 de septiembre de 2024 el mismo día en que se lanzó el sencillo, subido en el canal de YouTube de Anuel AA. Fue filmado en Miami, Florida y dirigido por Spiff TV y Dave Bautista. Trata sobre un sicario llamado Blaze, interpretado por Anuel AA que va a vengar a su hermano que fue asesinado por unos traficantes muy buscados. Blaze, tras lograr su objetivo vuelve con Dave y dicen la palabra "venganza".